# Elk Horn (Iowa)
Pour les articles homonymes, voir Elkhorn (homonymie).
Elk Horn est une ville du comté de Shelby, en Iowa, aux États-Unis. Elle est fondée en 1901 et incorporée le 28 février 1910.

## Source de la traduction
- (en) Cet article est partiellement ou en totalité issu de l’article de Wikipédia en anglais intitulé « Elk Horn, Iowa » (voir la liste des auteurs).